# Чжу Вень
Чжу Вень (кит.: 朱溫; піньїнь: Zhu Wen; 5 грудня 852 — 18 липня 912) — засновник і перший правитель Пізньої Лян періоду п'яти династій і десяти держав.

## Життєпис

### Боротьба за владу
Походив зі збіднілої родини. Народився в окрузі Даньшан префектури Сун у північному Китаї. Син Чжу Чена, місцевого вчителя. Рано втратив батька, виховувався матір'ю. Втім навчився лише трохи читати та писати. Замолоду організував загін розбійників, що діяв між річками Хуанхе та Хуай. У 877 році він приєднався до повстанської армії на чолі з Хуан Чао. У 881 році після захоплення столиці Чанань отримав командування окремою армією. Того ж року Хуан Чао, що оголосив себе імператором, призначає Чжу Веня військовим губернатором префектури Тун (у сучасній провінції Шеньсі). Після поразки у 882 році Хуан Чао війська на чолі з Чжу Венєм перейшли на бік імператора Сі-цзуна. За це отримує посаду голови імператорської гвардії.
У 883 році призначається головою префектури Бянь з головним м. Кайфен (частина сучасної провінції Хенань) та цзєдуши Сюаньу. На цих посадах сприяв поразці армії Хуан Чао. В цей час починає формувати кінноту з тюрків-шато. Саме Чжу Вень разом з вождем шато Лі Кеюном завдали рішучої поразки Хаун Чао при м. Чен. Того ж року Хуан Чао загинув. За свої заслуги Чжу отримав посаду міністра та титул хоу (маркіза) Пей. Втім у 885—886 роках Чжу Веню довелося воювати проти іншого ватажка повстанців Цинь Цзунцяня. За успішні дії проти інших повстанців Чжу Вень отримав у 886 році титул вана (князя) Усіна.
У 887—894 роках Чжу Вень вів тривалі війні з окремими повстанськими загонами, а також з бунтівними цзєдуши, які намагалися стати зовсім самостійними. Водночас Чжу зміцнював власну владу та авторитет, особливо у центральних префектурах імперії. У 894—897 роках Чжу Вень запекло бився з прикордонними губернаторами, яких підтримував Лі Кеюн, вождь тюрків-шато, який з 884 року погиркався з Чжу Венєм. Зрештою останній на деякий час зумів домогтися перемоги. Проте це виявився тимчасовий успіх — нові цзєдуши повстали проти впливу Чжу. Внаслідок цих обставин змушений був разом із імператором Сі-цзуном відступити з Чан'аня, куди зумів повернутися лише у 888 році.
За нового імператора Чжао-цзуна Чжу Вень активно боровся з цзєдуши, проте вже до 896 року контролював переважно центральні префектури імперії. На деякий час Чжу Вень разом з імператором залишили столицю. Але вже у 900 році Чжу зумів повернути імператора Чжао-цзуна до Чан'аня. Вплив та політична вага Чжу Веня посилилися. У 902 році йому вдалося викрити змову частини палацових євнухів проти себе. У 903 році імператорський двір за порадою Чжу Веня перебирається до Лояна. Разом з тим діяльність Чжу Веня викликала невдоволення імператора. Тому у 904 році Чжу Вень повалив Чжао-цзуна, зробивши його сина Ай-ді новим імператором. При цьому фактичним володарем імперії був Чжу Вень. У 907 році Ай-ді змусили зректися трону — династію Тан було повалено. Чжу Вень оголосив себе імператором Тайцзу. Утворилася династія Пізня Лян.

### Володарювання
З метою зміцнення особистої влади у 908 році імператор Чжу Вень наказав вбити колишнього імператора Ай-ді. Спочатку більшість Китаю підкорилася новому володарю. Виняток склали тюрки-шато на чолі з Ле Кеюном. У 909 році столицю імперії було остаточно перенесено до Лояна. Водночас почалася підготовка до військового походу проти тюрків-шато. Втім, у цей же час знову почалися сепаратистські рухи прикордонних губернаторів. У 911 та 912 роках були здійснені військові походи проти шато, в яких Чжу Вень вбачав найбільшу небезпеку. Втім, китайська армія зазнала нищівної поразки. Це спричинило падіння авторитету імператора й численні повстання. В результаті імперія розпалася на декілька держав, розпочався період п'яти династій і десяти держав. В цій ситуації Чжу Вень дедалі більше поринав у розкоші та задоволення. Водночас виник конфлікт щодо майбутнього спадкоємця трону. Старший син Чжу Юґуй, якого обійшли в цьому питанні, влаштував змову проти батька, в результаті якої імператора було вбито 18 липня 912 року.